# Katherine Kurtz

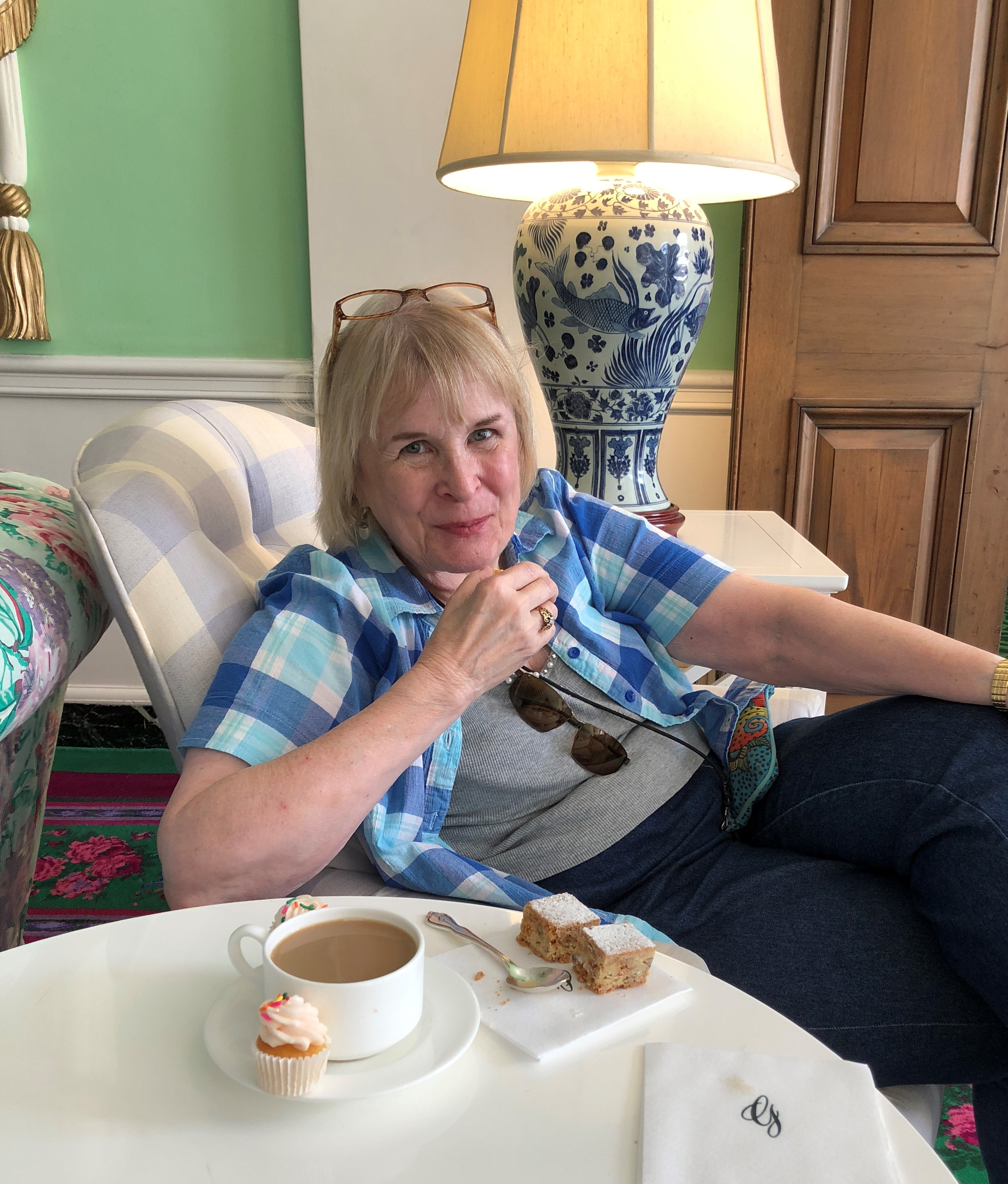
Katherine Kurtz, 2018

Katherine Irene Kurtz (* 18. Oktober 1944 in Coral Gables, Florida) ist eine US-amerikanische Schriftstellerin, Naturwissenschaftlerin und Historikerin. Sie hat einen akademischen Grad in Chemie (BS) und einen in englischer mittelalterlicher Geschichte (MA), studierte ein Jahr Medizin und ist ausgebildete Erikson-Hypnotiseurin. Mehrere Jahre arbeitete sie als technische Schreiberin für das Los Angeles Police Department.
Ihr literarisches Debüt gab Kurtz Anfang der 1970er Jahre mit dem Fantasy-Zyklus Deryni über ein christliches Zauberergeschlecht. Fortan war Kurtz hauptberuflich als Schriftstellerin tätig. Zusammen mit Deborah T. Harris verfasste sie den Adept-Zyklus, in dem sich Elemente von Kriminalroman und Fantasy mischen. Ihr umfangreiches Werk umfasst neben Romanen auch Kurzgeschichten, Essays und Anthologien wie z. B. die 2002 veröffentlichten Anthologie zur Deryni-Serie.
Katherine Kurtz ist seit 1983 verheiratet mit Scott MacMillan, seit 1986 lebt das Paar in der neugotischen Villa Holybrooke Hall in Irland – mit einem Hund, sechs Katzen und angeblich mindestens zwei Geistern. 2007 kehrten Kurtz und MacMillan in die USA zurück. Sie bewohnen ein sogenanntes historisches Haus im neugotischen Stil in Virginia. Kurtz bezeichnet sich als Christin mit großer Affinität zu jener Spiritualität, die sie in den Deryni-Geschichten manchmal aufscheinen lasse (»Deryni-Tales«, S. 25).
Natürlich will Kurtz mit ihren Romanen und Geschichten unterhalten, sie hofft aber auf mehr:
»I’ve always said that the first job of an author is to entertain, to tell a danged good story; but if I can also catalyze an eagerness to learn things that will help a person grow as an individual, that’s even better, it’s ic-ing on the cake. When all is said and done, if I could be remembered for one thing, it would be that I made my readers think, and enjoy doing it, and that I left their lives richer than they would have been if they’d not read my work. I don’t aim to change peope’s minds, but I do try to open them.« (»Deryni-Tales«, S. 6)
»Ich habe immer gesagt, die Hauptaufgabe einer Autorin sei, zu unterhalten, eine wirklich gute Geschichte zu erzählen. Besser aber ist es, wenn ich Leute dazu anregen kann, Dinge zu lernen, die bei der Entwicklung ihrer Persönlichkeit helfen; das ist die Kirsche auf dem Kuchen – wenn man mich, nachdem ich alles gesagt und getan habe, in Erinnerung behält für eine Sache: dass ich meine Leserinnen und Leser zum Nachdenken gebracht habe, dass ihnen dies gefallen hat, und dass ihr Leben reicher geworden ist, als wenn sie meine Werke nicht gelesen hätte. Ich will das Denken der Menschen nicht ändern, aber ich möchte es öffnen.« (Übersetzung Friedhelm Schneidewind)

## Deryni-Zyklus
Die Romane und Geschichten um die zauberfähigen Deryni gelten als Höhepunkte der historischen Fantasy und ihre Autorin als eine der Erfinderinnen dieses Subgenres und »queen of historical fantasies« (MBR Bookwatch, MidwestBook Review, Nov. 2003).
In erster Linie geht es in den bisher rund 20 Büchern um den Konflikt von Kirche und Magie (oder zumindest magisch erscheinender Kräfte) und um die Probleme, die es für Menschen mit »Besonderheiten« oder Auffälligkeiten in der Gesellschaft geben kann. Exemplarisch werden anhand dieser Problematik aber auch viele andere Aspekte behandelt. Obwohl die Geschichten in einer mittelalterlichen Welt spielen, in der es so etwas wie Magie gibt, sind sie in vielen Punkten leicht übertragbar auf unsere Welt und sogar unsere Zeit – und das ist von der Autorin beabsichtigt und macht einen Teil des Reizes aus.
Nach eigenen Aussagen träumte sie 1964 die Grundstory zur Deryni-Saga und machte daraus ein Jahr später eine Geschichte. 1970 erschien der darauf basierende Roman »Deryni Rising«, der sofort zum Bestseller wurde.
Ihr aufklärerischer Ansatz wird schon in den ersten Romanen deutlich und von Buch zu Buch erkennbarer, auch werden im Subtext immer mehr Themenbereiche angesprochen, so etwa die Auseinandersetzung mit anderen Religionen und Lebensentwürfen, und das Plädoyer für Toleranz wird immer stärker. Dies alles, ohne dass Spannung oder Qualität leiden, im Gegenteil.
»I was brought up to judge people for who they were as individuals, not by their religion or the color of their skin or other superficial characteristics over which they had no control, but I was also aware that blan-ket discrimination was still very much with us. (If discrimination based on sexual preference existed when I was growing up, I was not aware of it, but it had become so by the time I was laying out the background of the Deryni; and thus, the Deryni also became a vehicle for talking about homosexual issues, as well as religious and racial ones.)« (»Deryni-Tales«, S. 25 f)
»Ich wurde dazu erzogen, Menschen als Individuen zu beurteilen, nicht nach ihrer Religion oder Hautfarbe oder anderen oberflächlichen Eigenschaften, auf die sie keinen Einfluss haben, aber ich war mir dessen bewusst, dass es noch viel verdeckte Diskriminierung gab. (Falls es in meiner Jugend Diskriminierung aufgrund der sexuellen Orientierung gab, merkte ich es nicht. Doch es wurde mir bewusst, als ich die Grundlage für die Deryni schuf, und so wurden diese auch zu einem Medium, um über Homosexualität zu reden wie auch über Religion und Rassenfragen.)« (Übersetzung Friedhelm Schneidewind)
In diesem Punkt folgt Kurtz dem Vorbild der von ihr sehr geschätzten Darkover-Romane von Marion Zimmer Bradley, auch wenn sie nie so explizit wie Bradley die sexuelle Orientierung zum Thema macht. Sie folgt Bradley auch im großzügigen Umgang mit Fan-Fiction.

## Bibliografie
Deryni-Zyklus
Früher Deryni-Zyklus (The Legends of Camber of Culdi):
- 1 Camber von Culdi, 1979, ISBN 3-522-17189-6, (Camber of Culdi, 1976)
- 2 Sankt Camber, 1980, ISBN 3-522-17198-5 (Saint Camber, 1978)
- 3 Camber der Ketzer, 1983, ISBN 3-522-17245-0, (Camber the Heretic, 1981)

Die Erzählung Des Marluks Untergang, 1982 (Sword Against Marluk, 1977) in Ashtaru der Schreckliche, 1982, E. Ringer und H. Urbanek (Hrsg.) spielt einige Jahre vor Beginn des späten Deryni-Zyklus.
Später Deryni-Zyklus (The Chronicles of the Deryni):
- 1 Das Geschlecht der Magier, 1978, ISBN 3-453-30471-3, (Deryni Rising, 1970)
- 2 Die Zauberfürsten, 1978, ISBN 3-453-30505-1, (Deryni Checkmate. 1972)
- 3 Ein Deryni-König, 1978, ISBN 3-453-30529-9, (High Deryni, 1973)

Die Geschichte von König Kelson (The Histories of King Kelson)
- 1 Das Erbe des Bischofs, 1989, ISBN 3-453-03149-0, (The Bishop's Heir, 1984)
- 2 Die Gerechtigkeit des Königs, 1989, ISBN 3-453-03150-4, (The King's Justice, 1985)
- 3 Die Suche nach Sankt Camber, 1989, ISBN 3-453-03157-1, (The Quest für St. Camber, 1986)
- 4 Die Deryni-Archive, 1991, ISBN 3-453-03158-X, (The Deryni Archives, 1986)

Alle Bände wurden übersetzt von Horst Pukallus. Auch wenn es häufig (wie o. a.) so dargestellt wird, dass die Collection Die Deryni-Archive der 4. Band des Zyklus »Die Geschichte von König Kelson« ist, so ist dies falsch. Dieser Irrtum resultiert aus der falschen Ankündigung des Heyne-Verlages.
Die Collection ist Bestandteil des (übergeordneten) Deryni-Zyklus, jedoch ein Sammelband mit Geschichten und Essays. Der 4. Band der »Geschichte von König Kelson« ist der Roman King Kelson's Bride (2000, nicht auf Deutsch erschienen).
Die Erben von Sankt Camber (The Heirs of Saint Camber)
- 1 Das Martyrium von Gwynedd, 2000, ISBN 3-453-16236-6, (The Harrowing of Gwynedd, 1989)
- 2 König Javans Jahr, 2002, ISBN 3-453-16241-2, (King Javan’s Year, 1992)
- 3 The Bastard Prince (1994) als Sankt Cambers Schatten geplant, aber nicht auf Deutsch erschienen.

Childe Morgan (nicht auf Deutsch erschienen)
- 1 In the King’s Service, 2003
- 2 Childe Morgan, 2006
- 3 The King's Deryni, 2014

Weitere Werke aus dem Deryni-Universum
- Chronicles of the Deryni, 1976 (Sammelband)
- Heilerlied, 1987 (Healer's Song, 1982) in Top Fantasy (hrsg. von Josh Pachter), 1987
- Deryni Magic (A Grimoire), 1990 (nicht auf Deutsch erschienen)
- Codex Derynianus, 1998 (mit Robert Reginald, nicht auf Deutsch erschienen)
- Deryni Tales. An Anthology, 2002 (nicht auf Deutsch erschienen)
- Codex Derynianus II, 2005 (mit Robert Reginald, nicht auf Deutsch erschienen)

Adept Zyklus
mit Deborah Turner Harris
- 1 Der Adept, 1999, ISBN 3-453-14929-7, (The Adept, 1991)
- 2 Die Loge der Luchse, 1999, ISBN 3-453-14930-0, (The Lodge of the Lynx, 1992)
- 3 Der Schatz der Templer, 1999, ISBN 3-453-14934-3, (The Templar Treasure, 1993)
- Dagger Magic, 1995
- Death of an Adept, 1996

Knights of the Blood (mit Scott MacMillan)
- Knights of the Blood, 1993
- At Sword’s Point, 1994

Knights Templar
- Tales of the Knights Templar, 1995 (Stories)
- On Crusade: More Tales of the Knights Templar, 1998 (Stories)
- The Temple and the Stone, 1998 (mit Deborah Turner Harris)
- The Temple and the Crown, 2001 (mit Deborah Turner Harris)

Weitere Romane und Erzählungen
- Lammas Night, 1983
- Lehrs Vermächtnis, 1991, ISBN 3-453-05405-9, (The Legacy of Lehr, 1986)
- Two Crowns for America, 1996
- St. Patrick’s Gargoyle, 2001

Als Herausgeberin
- Crusade of Fire: Mystical Tales of the Knights Templar, 2002